# Hội nghị Carthage
Hội nghị Carthage (chữ Anh: Councils of Carthage), đề cập đến một loạt hội nghị giáo hội được tổ chức tại vùng Carthage, châu Phi vào thế kỉ III, IV và V trong lịch sử Cơ Đốc giáo. Mặc dù đấy chỉ là các hội nghị cấp khu vực, không phải là công đồng đại kết, nhưng một số quyết định lịch sử rất đáng chú ý đã được nêu ra tại đây. Đặc biệt, các hội nghị được tổ chức từ cuối thế kỉ IV đến đầu thế kỉ V, trong đó việc xác định và công bố danh sách Tân Ước và Cựu Ước đã đóng vai trò quan trọng trong lịch sử Cơ Đốc giáo.
- Hội nghị năm 251 – Được tổ chức dưới sự chủ trì của Cyprian nhằm lên án giáo phái Novatian.
- Hội nghị năm 255 và 256 – Do Cyprian chủ trì, tập trung vào việc xác định có công nhận hiệu lực của phép báp-têm do các nhóm dị giáo thực hiện hay không (tranh cãi về phép báp-têm của dị giáo).
- Hội nghị năm 348 – Tổ chức để lên án giáo phái Donatus, đồng thời cũng chính thức thảo luận về việc lên án tự sát.
- Hội nghị năm 397 – Tái khẳng định danh sách các sách Thánh kinh đã được xác lập tại Hội nghị Hippo.
- Hội nghị năm 418 – Lên án các quan điểm của Pelagius.
- Hội nghị năm 419 – Tái công bố danh sách các sách Thánh kinh.

## Hội nghị năm 251
Vào tháng 5 năm 251, một hội nghị dưới sự chủ trì của Cyprian đã nhóm họp để xem xét cách xử lí các tín hữu "Lapsi" - những người đã từ bỏ đức tin trong thời kì Đế quốc La Mã đàn áp Cơ Đốc giáo, và ra quyết định khai trừ khỏi Giáo hội đối với Felicissimus và năm giám mục khác thuộc giáo phái Novatian, những người theo chủ nghĩa khắt khe. Hội nghị tuyên bố rằng các tín hữu Lapsi nên được đối xử tuỳ thuộc vào mức độ tội lỗi của từng cá nhân, chứ không phải theo hình phạt chung. Các quyết định này đã được xác nhận bởi một hội nghị tại Rome vào mùa thu cùng năm. Các hội nghị Carthage khác liên quan đến vấn đề Lapsi cũng được tổ chức vào năm 252 và 254.

## Hội nghị năm 256
Hai hội nghị, vào năm 255 và 256, được tổ chức dưới sự chủ trì của Cyprian, đã tuyên bố phản đối tính hợp pháp của phép báp-têm do các nhóm dị giáo thực hiện, điều này đi ngược lại quan điểm của giáo hoàng Stephen I, giám mục giáo phận Rome, người đã lập tức bác bỏ chúng. Một hội nghị thứ ba vào tháng 9 năm 256, có thể diễn ra sau khi bị bác bỏ, đã nhất trí tái khẳng định lập trường của hai hội nghị trước đó. Yêu cầu về quyền lực tối cao của Stephen I với tư cách là "giám mục của các giám mục" đã gây ra sự phản ứng gay gắt, mối quan hệ giữa Giáo hội Rome và Giáo hội châu Phi đã bị căng thẳng nghiêm trọng trong một thời gian dài.
- Nhiều vấn đề chưa được giải quyết liên quan đến việc khôi phục đức tin cho những người đã rời bỏ đức tin và hành động của những người từng bị coi là dị giáo, sau này được xử lí tại Giáo hội nghị Nicaea I. Đặc biệt, điều khoản thứ tám của hội nghị đó đã đề cập đến giáo phái Novatian.[3]

## Hội nghị năm 345
Vào khoảng năm 345–348, dưới sự chủ trì của Gratus, một hội nghị gồm các giám mục chính thống đã nhóm họp để bày tỏ lòng biết ơn về việc đàn áp hiệu quả phong trào Circumcelliones (giáo phái Donatus). Hội nghị đã tuyên bố phản đối việc tái báp-têm cho bất kì ai đã được báp-têm nhân danh Ba Ngôi Đức Chúa Trời và thông qua 12 điều khoản để kỉ luật giáo sĩ.

## Hội nghị năm 397
Hội nghị Carthage lần này, được nhà thần học Công giáo Heinrich Denzinger gọi là Hội nghị Carthage III, họp vào ngày 28 tháng 8 năm 397. Hội nghị này đã tái khẳng định các quy định của Hội nghị Hippo từ năm 393 và ban hành các quy định riêng của mình. Thánh Augustine thành Hippo đã tham dự hội nghị này.
Một trong những quy định của hội nghị này liên quan đến danh sách các sách Thánh kinh. Nguồn thông tin chính về Hội nghị Carthage III đến từ Codex Canonum Ecclesiae Africanae, một bộ luật tổng hợp các sắc lệnh được ban hành bởi nhiều hội nghị giáo hội khác nhau tại Carthage trong thế kỉ IV và V. Trong một phần của bộ luật này, đoạn văn sau liên quan đến danh sách các sách Kinh Thánh xuất hiện:

 | 16 [Placuit] ut praeter Scripturas canonicas nihil in Ecclesia legatur sub nomine divinarum Scripturarum. Sunt autem canonicae Scripture: Genesis, Exodus, Leviticus, Numeri, Deuterenomium, Iesu Nave, Iudicum, Ruth, Regnorum libri quatour, Paralipomenon libri duo, Iob, Psalterium Davidicum, Salomonis libre quinque, Duodecim libri prophetarum, Esaias, Ieremias, Daniel, Ezechiel, Tobias, Iudith, Hester, Hesdrae libre duo, Machabaeorum libre duo. 17 Novi autem Testamenti, evangeliorum libri quatuor, Actus Apostolorum liber unus, Pauli Apostoli epistolae tredecim., eiusdem ad Hebraeos una, Petri duae, Iohannis tres, Iacobi una, Iudae una, Apocalipsis Ioannis. 18 Ita ut de confirmando isto canone trasmarina Ecclesia consultatur. Liceat etiam legi passiones Martyrum, cum anniversarii dies eorum celebrantur 20 Hoc etiam fratri et consacerdoti nostro Bonifacio, vel aliis earum partium episcopis, pro confirmando isto canone innotescas, quia ita a patribus ista accepimus in ecclesia legenda. | 16 Hội nghị quy định rằng, ngoài các sách Kinh Thánh chính thức, không được đọc bất cứ gì khác trong Giáo hội dưới danh nghĩa Kinh Thánh. Các sách Kinh Thánh chính thức gồm có: Sáng thế Ký, Xuất Ê-díp-tô Ký, Lê-vi Ký, Dân số Ký, Phục truyền Luật lệ Ký, Giô-suê, Các Quan Xét, Ru-tơ, Bốn sách Các Vua, Hai sách Sử ký, Gióp, Thi thiên, Năm sách của Sa-lô-môn, Mười hai sách của tiên tri, Ê-sai, Giê-rê-mi, Ê-xê-chi-ên, Đa-ni-ên, Tô-bi-a, Giu-đi-tha, E-xơ-ra (hai cuốn), Hai cuốn sách của Ma-ca-bê. 17 Còn về Tân Ước gồm có: Bốn sách Tin lành, Một sách Công vụ các Sứ đồ, Mười ba thư tín của Phao-lô, Một thư tín của đồng tác giả gửi đến người Do Thái, Hai thư tín của Phi-e-rơ, Ba thư tín của Giăng, Một thư tín của Gia-cơ, Một thư tín của Giu-đe, Một sách Khải Huyền của Giăng. 18 Giáo hội ở các vùng xa cần được tham khảo để xác nhận danh sách các sách Kinh Thánh này. Cũng được phép đọc về cuộc tuẫn đạo của các thánh nhân khi cử hành lễ kỉ niệm cho họ. 20 Điều này cũng cần được thông báo cho người anh em và đồng nghiệp linh mục của chúng ta là Boniface, hoặc các giám mục ở các vùng khác, để xác nhận danh sách Kinh Thánh này, vì chúng ta đã nhận được từ các giáo phụ rằng những sách này phải được đọc trong Giáo hội. |— Enchiridium Biblicum 8–10
"Năm sách của Sa-lô-môn" theo thánh Augustine bao gồm: Châm ngôn, Truyền đạo, Nhã ca, Khôn ngoan và Huấn Ca. Hai sách của E-xơ-ra là E-xơ-ra và Nê-hê-mi. Bốn sách của Các Vua là I Sa-mu-ên, II Sa-mu-en, I Các Vua và II Các Vua. Hai sách Sử ký là I và II Sử ký.
Theo quan điểm của Tin Lành, bảy sách Cựu Ước mà Công giáo La Mã thêm vào gồm Tô-bi-a, Giu-đi-tha, Ma-ca-bê 1, Ma-ca-bê 2, Khôn ngoan, Huấn ca, Ba-rúc, đều là nguỵ kinh.

## Hội nghị năm 418

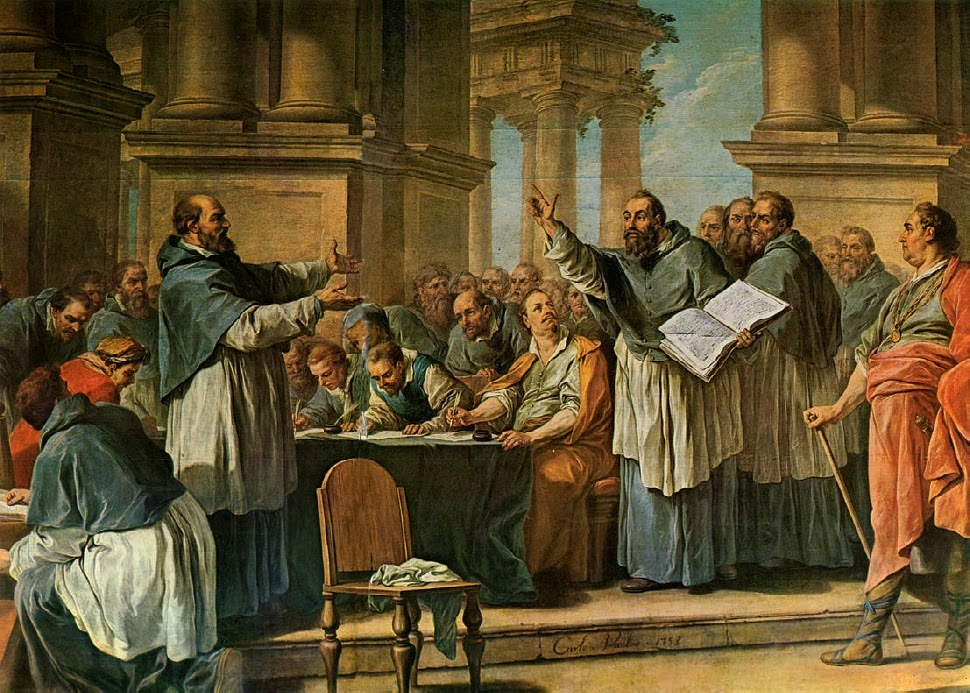
Augustine thành Hippo tranh luận với những người theo giáo phái Donatus.

Sau khi bế mạc Hội nghị Diospolis, vào ngày 1 tháng 5 năm 418, một tiểu hội nghị (Augustine thành Hippo gọi đây là "Hội nghị châu Phi") đã được tổ chức dưới sự chủ trì của Aurelius, giám mục Tổng giáo phận Carthage, nhằm giải quyết các sai lầm của Caelestius, một môn đồ của Pelagius. Hội nghị này đã lên án những giáo lí của chủ nghĩa Pelagius về nhân tính, nguyên tội, ân điển và sự hoàn hảo vô khuyết; đồng thời hoàn toàn ủng hộ những quan điểm trái ngược của Augustine.
Hội nghị đã ban hành tám tín điều:
Tín điều I: Adam không được tạo ra để chịu sự chết.
Tín điều II: Trẻ sơ sinh cần được báp-têm để xoá tội.
Tín điều III: Ân điển không chỉ ban sự tha thứ tội lỗi mà còn giúp chúng ta không phạm tội nữa.
Tín điều IV: Ân điển ban cho tri thức, linh cảm và ước ao thực hiện bổn phận được giao.
Tín điều V: Không có ân điển của Đức Chúa Trời, chúng ta không thể làm điều gì tốt đẹp.
Tín điều VI: Câu nói “Nếu chúng ta nói mình không có tội thì chúng ta tự lừa dối mình, và chân lí không ở trong chúng ta.” (I Giăng 1:8) không phải là sự khiêm tốn mà là sự thật.
Tín điều VII: Trong Kinh Lạy Cha, các thánh nhân cầu nguyện “Xin tha tội lỗi cho chúng con” (Ma-thi-ơ 6:12) không chỉ cho người khác mà còn cho chính mình.
Tín điều VIII: Các thánh nhân cầu nguyện “Xin tha tội lỗi cho chúng con” không phải vì khiêm tốn mà vì họ đã phạm tội.

## Hội nghị năm 419
Hội nghị này cũng đã thiết lập cùng một quy tắc về Thánh kinh sẽ được Công đồng Trent xác nhận trong tương lai, hiện được áp dụng bởi Giáo hội Công giáo La Mã, với sự tham chiếu đến hai cuốn sách E-xơ-ra, là cùng cuốn với bản Vulgate và trước kia đã được chia tách ra theo lời chứng của thánh Athanasius thành Alexandria (296-373) trong bức thư thứ XXXIX, mục 4.

 | Parece-nos bom que, fora das Escrituras canônicas, nada deva ser lido na Igreja sob o nome 'Divinas Escrituras'. E as Escrituras canônicas são as seguintes: Gênesis, Êxodo, Levítico, Números, Deuteronômio, Josué, Juízes, Rute, quatro Livros dos Reis [ I e II Samuel + I e II Reis ], dois livros dos Paralipômenos [ I Crônicas e II Crônicas ], Jó, Saltério de Davi, cinco livros de Salomão [ Provérbios, Eclesiastes, Cântico dos Cânticos, Sabedoria, Sirácida ], doze livros dos Profetas [ Oseias, Joel, Amós, Abdias, Jonas, Miqueias, Naum, Habacuque, Sofonias, Ageu, Zacarias, Malaquias ], Isaías, Jeremias, Daniel, Ezequiel, Tobias, Judite, Ester, dois livros de Esdras [ Esdras e Neemias ] e dois [livros] dos Macabeus [ I e II ]. E do Novo Testamento: quatro livros dos Evangelhos, um [livro de] Atos dos Apóstolos, treze epístolas de Paulo, uma do mesmo aos Hebreus, duas de Pedro, três de João, uma de Tiago, uma de Judas e o Apocalipse de João. Isto se fará saber também ao nosso santo irmão e sacerdote, Bonifácio, bispo da cidade de Roma, ou a outros bispos daquela região, para que este cânon seja confirmado, pois foi isto que recebemos dos Padres como lícito para ler na Igreja | Chúng tôi thấy hợp lí rằng, ngoài các sách Thánh kinh được công nhận, không có gì nên được đọc trong giáo hội dưới danh nghĩa 'Thánh kinh thần thánh'. Và các sách Thánh kinh được công nhận là như sau: Sáng thế Ký, Xuất Ê-díp-tô Ký, Lê-vi Ký, Dân số Ký, Phục truyền Luật lệ Ký, Giô-suê, Các Quan Xét, Ru-tơ, bốn Sách Các Vua [I và II Sa-mu-ên, I và II Các Vua], hai sách Sử ký [I Sử ký và II Sử ký], Gióp, Thi thiên của David, năm sách của Salomon gồm Châm ngôn, Truyền đạo, Nhã ca, Khôn ngoan, Huấn ca, mười hai sách của các Tiên tri [Ô-sê, Giô-ên, A-mốt, Áp-đia, Giô-na, Mi-chê, Na-hum, Ha-ba-cúc, Sô-phô-ni, A-ghê, Xa-cha-ri, Ma-la-chi], Ê-sai, Giê-rê-mi, Đa-ni-ên, Ê-xê-chi-ên, Tô-bi-a, Giu-đi-tha, Ê-xơ-tê, hai sách E-xơ-ra [ E-xơ-ra và Nê-hê-mi ] và hai sách Ma-ca-bê [ I và II ]. Về Tân Ước: bốn sách Tin lành, một sách Công vụ các Sứ đồ, mười ba thư của Phao-lô, một thư của cùng tác giả gửi đến người Do Thái, hai thư của Phi-e-rơ, ba thư của Giăng, một của Gia-cơ, một của Giu-đe và Khải Huyền của Giăng. Điều này cũng sẽ được thông báo đến anh em và linh mục thánh thiện của chúng tôi, Boniface I, giám mục Giáo phận Rome, hoặc các giám mục khác trong khu vực đó, để quy tắc này được xác nhận, vì đây là điều mà chúng tôi đã nhận được từ các giáo phụ như những sách hợp lệ để đọc trong giáo hội. |— Concílio de Cartago (419)
Quyết định về chính điển Kinh Thánh của Hội nghị Carthage chỉ có hiệu lực trong phạm vi Giáo hội phương Tây. Dường như Giáo hội phương Đông không biết nhiều về quyết định này trong một thời gian dài, và ngay cả sau đó, một số giáo phụ của Giáo hội phương Đông, như Giăng thành Đa-mách, vẫn ủng hộ danh sách Cựu Ước dựa trên chính điển của Do Thái giáo.
Tuy nhiên, về quyết định liên quan đến Tân Ước, cả Chính giáo phương Đông và các Hội Thánh Tin Lành đều chú ý đến quyết định của Hội nghị Carthage. Điều này có thể được hiểu rằng họ cố ý bỏ qua quyết định của Hội nghị Carthage về Cựu Ước, do có sự khác biệt về quan điểm. Mặt khác, Chính giáo phương Đông, trong Hội nghị Jerusalem năm 1672, đã chính thức công nhận quyết định của Hội nghị Carthage về Kinh Thánh. Điều này là phản ứng trước lời tuyên xưng đức tin ủng hộ Tin Lành của Tổng Thượng phụ Toàn cầu Constantinople Cyril Lucaris, người chịu ảnh hưởng từ chủ nghĩa Calvin. Tuy nhiên, Giáo hội Chính giáo phương Đông cũng đặt ra điều kiện về sự phân biệt giữa thứ kinh hoặc nguỵ kinh với chính kinh, qua đó thể hiện quan điểm dung hoà.
Theo quan điểm của Tin Lành, bảy sách Cựu Ước mà Công giáo La Mã thêm vào gồm Tô-bi-a, Giu-đi-tha, Ma-ca-bê 1, Ma-ca-bê 2, Khôn ngoan, Huấn ca, Ba-rúc, đều là nguỵ kinh.
Các tín điều được thông qua tại hội nghị này thường được gọi là "Bộ tín điều của Giáo hội châu Phi". Hội nghị này do Aurelius, giám mục Tổng giáo phận Carthage, chủ trì và có sự tham gia của 217 giám mục, tổ chức trong hai phiên họp vào ngày 25 và 30 tháng 5. "Trong năm 418-19, tất cả các tín điều được ban hành tại mười sáu hội nghị tổ chức ở Carthage, một ở Milevis và một ở Hippo đã được phê chuẩn và nhận được sự tán đồng từ số lượng lớn giám mục khi họ nhóm họp tại Carthage. Bộ tín điều này trở thành Bộ tín điều của Giáo hội châu Phi, được công nhận rộng khắp trong các giáo hội, chỉ đứng sau Bộ tín điều của Giáo hội Công giáo La Mã. Bộ tín điều này có tầm ảnh hưởng lớn trong Giáo hội Anh thời xưa, vì nhiều phần trong Tuyển tập tín điều của Ecgberht đã được sao chép từ đó... Các tín điều châu Phi này đã được đưa vào Bộ luật cổ xưa của cả Giáo hội phương Đông và phương Tây."
Dưới đây là danh sách các hội nghị đã ban hành các tín điều đó cùng với các mốc thời gian:
- Carthage (dưới thời Gratus) — 345–348
- (dưới thời Genethlius) — 387 hoặc 390
- Hippo — 393
- Carthage — 394
- (26 tháng 6) — 397
- (28 tháng 8) — 397
- (27 tháng 4) — 399
- (15 tháng 6) — 401
- (13 tháng 9) — 401
- Milevis (27 tháng 8) — 402
- Carthage (25 tháng 8) — 403
- (tháng 6) — 404
- (25 tháng 8) — 405
- (13 tháng 6) — 407
- Carthage (16 tháng 6 và 13 tháng 10) — 408
- Carthage (16 tháng 6) — 409
- (14 tháng 6) — 410
- (1 tháng 5) — 418
- (25 tháng 5) — đã thông qua Bộ tín điều châu Phi — 419

Tổng cộng 138 tín điều (trong bản Hi Lạp là 135) đã được ban hành tại hội nghị này.
Quyết định về chính điển Kinh Thánh của Hội nghị Carthage chỉ có hiệu lực trong phạm vi Giáo hội phương Tây. Dường như Giáo hội phương Đông không biết nhiều về quyết định này trong một thời gian dài, và ngay cả sau đó, một số giáo phụ của Giáo hội phương Đông, như Giăng thành Đa-mách, vẫn ủng hộ danh sách Cựu Ước dựa trên chính điển của Do Thái giáo.
Tuy nhiên, về quyết định liên quan đến Tân Ước, cả Chính giáo phương Đông và các Hội Thánh Tin Lành đều chú ý đến quyết định của Hội nghị Carthage. Điều này có thể được hiểu rằng họ cố ý bỏ qua quyết định của Hội nghị Carthage về Cựu Ước, do có sự khác biệt về quan điểm. Mặt khác, Chính giáo phương Đông, trong Hội nghị Jerusalem năm 1672, đã chính thức công nhận quyết định của Hội nghị Carthage về Kinh Thánh. Điều này là phản ứng trước lời tuyên xưng đức tin ủng hộ Tin Lành của Tổng Thượng phụ Toàn cầu Constantinople Cyril Lucaris, người chịu ảnh hưởng từ chủ nghĩa Calvin. Tuy nhiên, Giáo hội Chính giáo phương Đông cũng đặt ra điều kiện về sự phân biệt giữa thứ kinh hoặc nguỵ kinh với chính kinh, qua đó thể hiện quan điểm dung hoà.
Apiarius, linh mục người châu Phi, bị Urbanus - giám mục giáo phận Sicca Veneria, tuyệt phạt và cách chức do những hành vi sai trái nghiêm trọng, đã kháng cáo lên giáo hoàng Zosimus, người đã ra lệnh phục chức cho linh mục này và yêu cầu xử lí kỉ luật giám mục. Có lẽ vì không hài lòng với sự thành công của linh mục này, Hội nghị Carthage vào tháng 5 năm 418 đã cấm sự kháng cáo "ở bên kia biển" của các giáo sĩ cấp thấp hơn giám mục. Nhận thấy sự không hài lòng từ phía các giám mục châu Phi, giáo hoàng Zosimus đã gửi một phái đoàn bảo vệ quyền nhận một số đơn kháng cáo, viện dẫn các sắc lệnh mà ông tin là đã được thông qua tại Giáo hội nghị Nicaea I, nhưng thực tế đó là các tín điều của Hội nghị Sardica. Các giám mục châu Phi đã gặp phái đoàn và chấp nhận các sắc lệnh đó trong khi chờ xác minh. Điều này đã dẫn đến sự trì hoãn kéo dài của hội nghị. Hội nghị thứ mười sáu của Carthage đã diễn ra vào tháng 5 năm 419, nơi các yêu cầu của Zosimus lại được chấp nhận, trong khi chờ so sánh các tín điều Nicaea có ở châu Phi, trong đó không thấy có các sắc lệnh mà giáo hoàng đề cập, với các điều luật của các nhà thờ Antioch, Alexandria và Constantinople. Đến cuối năm 419, giáo hoàng Boniface, người đã kế nhiệm Zosimus vào tháng 12 năm 418, đã được thông báo rằng các bản thảo từ phía Đông không chứa các sắc lệnh như đã nói; tuy nhiên, vì Apiarius đã được chuyển đến một nhiệm vụ mới, sự quan tâm đối với vụ việc đã giảm đi.
Vụ việc này được mở lại vài năm sau đó khi Apiarius, bị cách chức lần thứ hai với những cáo buộc mới, lại kháng cáo lên Rome để được phục chức. Faustinus, đại diện từ Rome, lại xuất hiện tại hội nghị năm 424 và yêu cầu huỷ bỏ phán quyết đối với linh mục. Tuy nhiên, Apiarius đã thừa nhận tội lỗi của mình trong quá trình thẩm vấn. Một lá thư từ hội nghị gửi đến Rome đã nhấn mạnh rằng Rome không nên dễ dàng tin vào các lời khiếu nại từ châu Phi, cũng như không nên tiếp nhận những người đã bị khai trừ; đồng thời yêu cầu giáo hoàng không gửi thêm đại diện để thực hiện các phán quyết của mình.

## Hội nghị năm 484
Giáo hội nghị Vandal tại Carthage (484) là một cuộc họp hội đồng nhà thờ phần lớn không thành công do Huneric - quốc vương của Vương quốc Vandal, triệu tập nhằm thuyết phục các giám mục ủng hộ nghị quyết của Giáo hội nghị Nicaea I (Nicene) trong các vùng lãnh thổ Bắc Phi mà ông mới chiếm được cải đạo sang Cơ Đốc giáo Arius. Các giám mục ủng hộ Nicaea I quyết từ chối và nhiều người trong họ, bao gồm thánh Fulgentius thành Ruspe và Tiberiumus, bị bắt làm phu tù đến Sardinia, một số còn bị xử tử. Tài liệu Notitia Provinciarum et Civitatum Africae cho biết gần 500 người đã bị bắt làm phu tù. Các giám mục Arius đã yêu cầu cho phép các giám mục Nicene từ bên ngoài lãnh thổ của Huneric tham dự, nhưng bị quốc vương từ chối, và hồi đáp rằng: "Khi các ngươi biến ta thành chúa tể của toàn thế giới, khi đó điều các ngươi muốn sẽ được thực hiện". Giáo hội nghị dường như chỉ là một cuộc cưỡng ép từ phía hoàng gia hơn là một cuộc tranh luận thực sự, với sự thiên vị dành cho các giám mục Arius.

## Hội nghị năm 525
Hội nghị Carthage năm 525 được triệu tập bởi Bonifacius - giám mục Tổng giáo phận Carthage, nhằm tái thiết lập quyền lực rộng khắp cho các giám mục Nicene của Bắc Phi sau thời kì giám mục Vandal theo giáo phái Arius thống trị. Hội nghị kéo dài từ ngày 5 đến 6 tháng 2 năm 525.